# Copa Audi de 2019
A Copa Audi 2019 foi a sexta edição do torneio amistoso, que ocorreu entre 30 e 31 de julho de 2019. Todos os jogos foram disputados na Allianz Arena, em Munique, Alemanha.
A competição contou com os seguintes clubes: Bayern de Munique, Real Madrid, Tottenham e Fenerbahçe.
A competição foi vencida pelo Tottenham, que derrotou o Bayern de Munique na final por 6-5 nos pênaltis após um empate 2-2.

## Participantes
- Bayern de Munique
- Real Madrid
- Tottenham
- Fenerbahçe

## Regulamento
O torneio será disputado em dois dias 30 de julho e 31 de julho de 2019. No primeiro dia, será disputada as semifinais, e no segundo dia a decisão do terceiro lugar e a final.

## Esquema
|  | Semifinais 30 de julho | Semifinais 30 de julho |       |             | Final 31 de julho | Final 31 de julho |  |
|  |                        |                        |       |             |                   |                   |  |
|  |                        |                        |       |             |                   |                   |  |
|  | Real Madrid            | 0                      |       |             |                   |                   |  |
|  | Tottenham              | 1                      |       |             |                   |                   |  |
|  |                        |                        |       |             |                   |                   |  |
|  |                        |                        |       |             |                   |                   |  |
|  |                        |                        |       |             | Tottenham         | 2 (6)             |  |
|  |                        | Bayern de Munique      | 2 (5) |             |                   |                   |  |
|  |                        |                        |       |             |                   |                   |  |
|  |                        |                        |       |             |                   |                   |  |
|  |                        |                        |       |             | Terceiro lugar    |                   |  |
|  |                        |                        |       |             |                   |                   |  |
|  | Bayern de Munique      | 6                      |       | Real Madrid | 5                 |                   |  |
|  | Fenerbahçe             | 1                      |       |             | Fenerbahçe        | 3                 |  |

## Jogos
Todas as partidas seguem o fuso horário de verão da Alemanha (UTC+2).

### Semifinais
| 30 de julho | Real Madrid | 0 - 1     | Tottenham | Allianz Arena, Munique      |
| 18:00       |             | Relatório | 22' Kane  | Árbitro: GER Tobias Stieler |

| 30 de julho | Bayern de Munique                                                   | 6 – 1     | Fenerbahçe | Allianz Arena, Munique   |
| 20:30       | Sanches 22' · Goretzka 28' · Müller 31', 44' (pen), 58' · Coman 40' | Relatório | 64' Kruse  | Árbitro: GER Felix Brych |

### Decisão do terceiro lugar
| 31 de julho | Real Madrid                                     | 5 – 3     | Fenerbahçe                           | Allianz Arena, Munique       |
| 18:00       | Benzema 12', 27', 53' · Nacho 62' · Mariano 79' | Relatório | 6' Rodrigues · 34' Dirar · 59' Tufan | Árbitro: GER Benjamin Cortus |

### Final
| 31 de julho | Tottenham                | 2 – 2     | Bayern de Munique    | Allianz Arena, Munique                       |
| 20:30       | Lamela 19' · Eriksen 59' | Relatório | 61' Arp · 81' Davies | Público: 67 500 Árbitro: GER Robert Hartmann |

|                                                    |       | Penalidades                                           |  |
| Alderweireld Eriksen Kane Son Roles Skipp Tanganga | 6 – 5 | Alaba Thiago Müller Sanches Lewandowski Singh Boateng |  |

## Premiações

### Campeão
| Copa Audi de 2019             |
| Inglaterra                    |
| ----------------------------- |
| Tottenham Campeão (1º título) |

## Artilharia
3 gols (2)
- Thomas Müller (Bayern de Munique)
- Karim Benzema (Real Madrid)

1 gol (14)
- Renato Sanches (Bayern de Munique)
- Leon Goretzka (Bayern de Munique)
- Kingsley Coman (Bayern de Munique)
- Jann-Fiete Arp (Bayern de Munique)
- Alphonso Davies (Bayern de Munique)
- Max Kruse (Fenerbahçe)
- Garry Rodrigues (Fenerbahçe)
- Nabil Dirar (Fenerbahçe)
- Ozan Tufan (Fenerbahçe)
- Nacho (Real Madrid)
- Mariano Díaz (Real Madrid)
- Harry Kane (Tottenham)
- Erik Lamela (Tottenham)
- Christian Eriksen (Tottenham)